# 加藤智久
加藤 智久（かとう ともひさ、1980年9月8日 - ）は、日本の実業家。株式会社レアジョブ創業者で、同社代表取締役社長、代表取締役会長を経て、取締役。株式会社CaSy社外取締役。Japan Venture Awards 2013 中小企業基盤整備機構理事長賞受賞。

## 人物・経歴
愛知県生まれ。千葉県市川市出身。開成中学校・高等学校を経て、2004年一橋大学商学部卒業。高校3年次に大前研一の一新塾に参加し、以降高校・大学の先輩にあたる藤沢烈に師事する。藤沢とともに計画した「大学6年計画」に従い、大学進学後は、1年間休学してベンチャー企業の株式会社モバイルステーション・ドットコムに勤務し、堀江貴文と出会う。卒業後は1年間の世界旅行を経験し中国やメキシコを訪れた。大学3年からは伊藤邦雄教授（のちにレアジョブ顧問）のゼミで企業分析を専攻。freee創業者の佐々木大輔は中学・高校・大学の同期。
2005年、経営や英語を学ぶため外資系戦略コンサルティングファームのモニター・グループに入社。2007年、中学・高校の友人中村岳らとともに、Skypeを使ったオンライン英会話事業の株式会社レアジョブを設立し、代表取締役社長に就任。2014年東証マザーズ上場。2015年代表取締役会長。2017年代表取締役を退任し取締役に就任。フィリピンでTuittを起業。2021年、株式会社CaSyの社外取締役に就任。Japan Venture Awards 2013 中小企業基盤整備機構理事長賞受賞。
趣味は読書とサーフィン。家族は妻（フィリピン人女性）と5女。

## 著書
- 『129円のマンツーマン英会話　スカイプ英語勉強法』幻冬舎 2011年